# Oranienplatz
Oranienplatz är ett torg i stadsdelsområdet Friedrichshain-Kreuzberg i Berlin, beläget i området SO 36 i norra Kreuzberg.

## Anslutande gator
Två gator korsar torget:
- Oranienstrasse korsar torget i sydost-nordvästlig riktning.
- Dresdener Strasse korsar torget i nord-sydlig riktning.

Dessutom leder den tidigare Luisenstadtkanalen i sydväst-nordostlig riktning över torget. Kanalen är sedan 1920-talet ersatt av ett parkstråk. Längs de tidigare kajerna för kanalen leder följande gator ut från torget:
- Legiendamm (f.d. Luisenufer)
- Leuschnerdamm (f.d. Elisabethufer)
- Erkelenzdamm (f.d. Elisabethufer)
- Segitzdamm (f.d. Luisenufer)

Österut leder dessutom Naunynstrasse ut från torget.

## Historia
Det centrala torget i stadsdelen Luisenstadt skapades 1841–1852 efter planer av Berlins stadsplanerare, trädgårdsarkitekten Peter Joseph Lenné. Genom anläggandet av Luisenstadtkanalen delades torget i två delar. 1906 förbands de två sidorna av kanalen med en bred bro, försedd med fyra stenkandelabrar i jugendstil och ritad av Bruno Schmitz. I samband med brons anläggande byggdes torget om efter ritningar av trädgårdsarkitekten Hermann Mächtig.

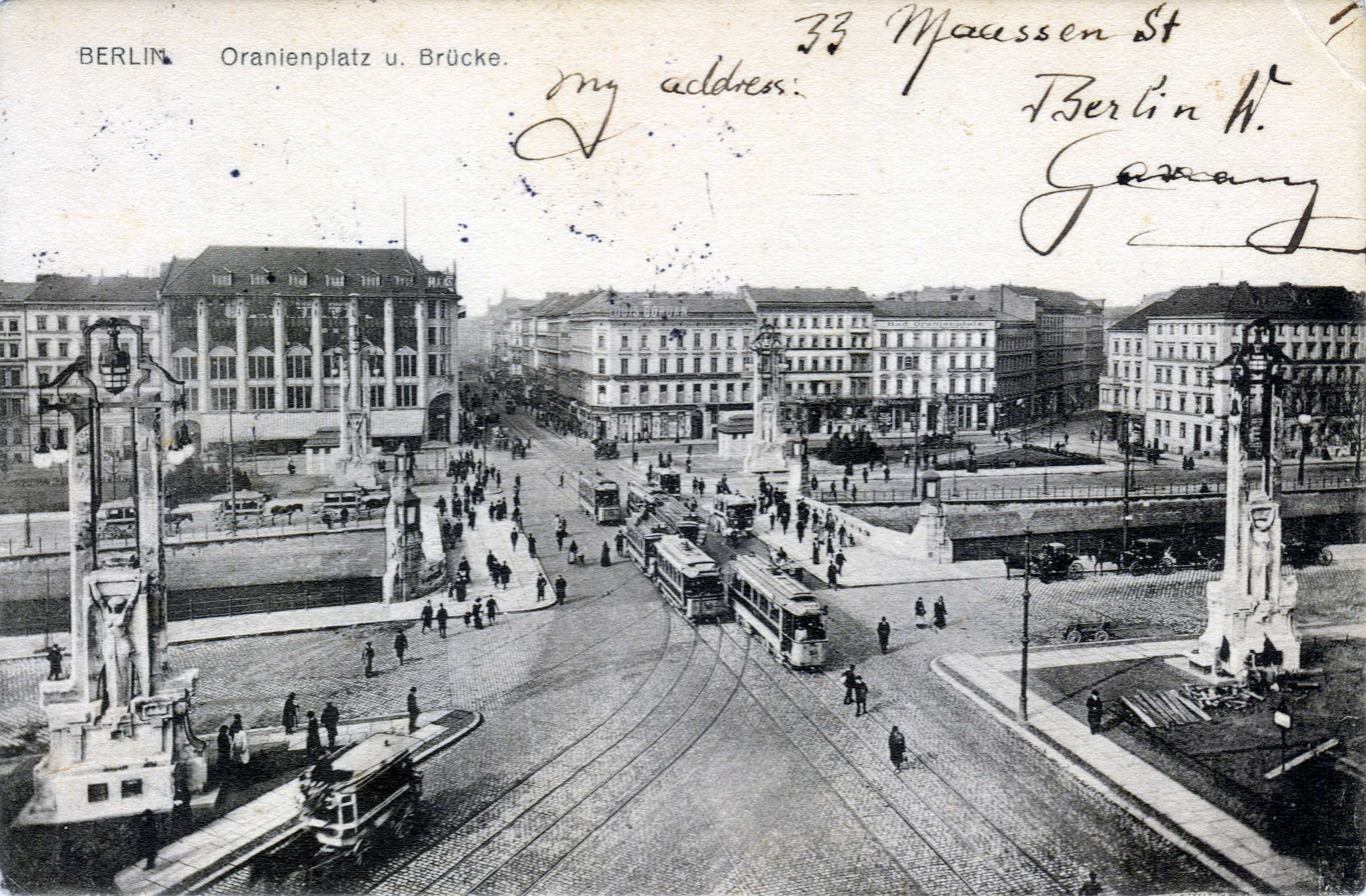
Oranienplatz efter ombyggnaden 1906.

Mitt på det rätvinkliga torget korsade Oranienbrücke Luisenstadtkanalen, där genomfartstrafik och spårvagnar på både Oranienstrasse och Dresdener Strasse kunde korsa kanalen. Dresdener Strasse utgör sträckningen för 1700-talets postväg ut från Berlin i riktning mot Mittenwalde och vidare mot Sachsen. Oranienstrasse och bebyggelsen kring denna, med trädgårdar anlagda av franska hugenotter och deras ättlingar, var fram till 1800-talets mitt Berlins sydöstra stadsgräns, före 1849 med den franska namnformen Orangenstrasse.
Efter marsrevolutionen 1848 påbörjades byggandet av Luisenstadtkanalen mellan Landwehrkanalen och Spree, tänkt som en arbetsmarknadsåtgärd. Kanalens blygsamma trafik och nästan stillastående vatten ledde dock till problem med dålig lukt, och på 1920-talet lät Berlins magistrat fylla igen större delen av kanalen med jordmassor från tunnelbanebygget. Mellan kajmurarna uppstod 1926 till 1928 kanalparken på den yta som tidigare upptagits av kanalen. Vid denna tid revs också Oranienbrücke och dess karakteristiska jugenstilkandelabrar.
Torget låg efter andra världskriget i Västberlin. På 1960-talet fanns omfattande planer på att låta motorvägarna Südtangente och Osttangente mötas i en trafikplats här, de planerade A102 respektive A106. De omfattande ingreppen i den befintliga stadsbilden som planerades i 1965 respektive 1985 års översiktsplaner kom dock aldrig att genomföras. 
Parkens centrala placering i Kreuzberg och kraftiga användning har gjort att man flera gånger byggt om torget, som har en linsformad mittö mellan Oranienstrasses två körbanor. En större ombyggnad avslutades 2007.
Sedan 1990-talet är Oranienplatz officiellt ett trädgårdsminnesmärke.
Mellan 2012 och 2014 fanns ett flyktingprotestläger på torget, där demonstranterna protesterade mot ändringar i den tyska asyllagstiftningen och för asylrätten. Under denna period pågick en intensiv offentlig debatt mellan Berlins senat och Friedrichshain-Kreuzbergs borgmästare Monika Herrmann (Die Grünen), samt inom den styrande blocköverskridande koalitionen i Berlin. I april 2014 genomförde polisen en avhysning av demonstranterna då de saknade tillstånd för lägret, trots att man dessförinnan nått en överenskommelse mellan demonstranterna och senaten. Efter nya protester, bland annat en hungerstrejk, nåddes en ny överenskommelse om att upplåta plats för en plattform för information och protester kring flyktingars rättigheter.

## Bebyggelse

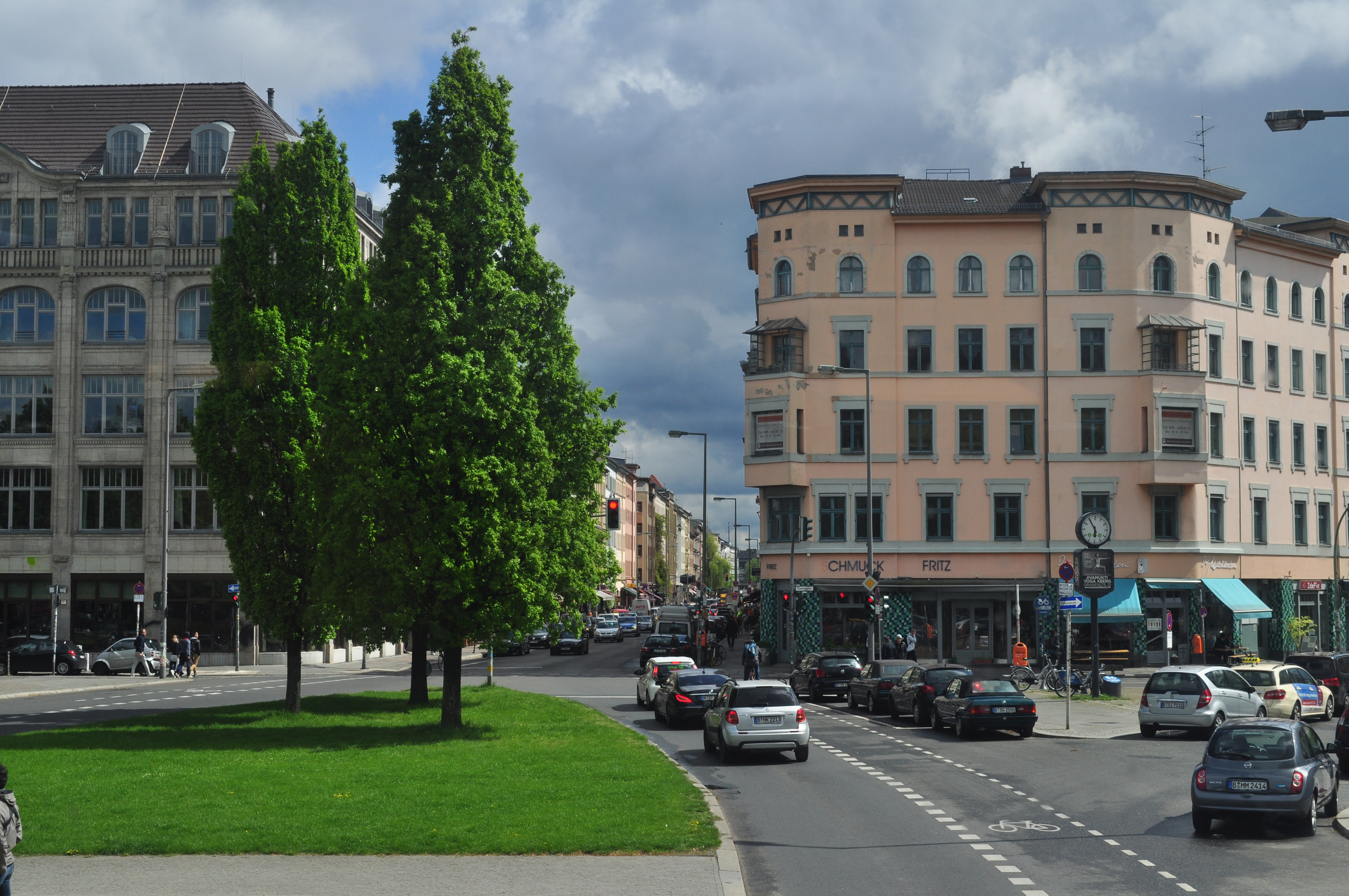
Vy österut mot Oranienstrasse. Till vänster f.d. varuhuset Brenninkmeyer, sedermera ombyggt till hotell.

Vid torgets norra sida står sedan 1986 Drachenbrunnen, en fontän tillverkad av granitblock och försedd med en rund bassäng. Fontänen utformades av konstnären och skådespelaren Wigand Witting, som även gjorde flera andra offentliga konstverk i dåvarande Västberlin.
Alla fyra hörn av torget är bebyggda med hyreshus, varav många uppfördes före första världskriget. Fastigheterna Oranienplatz 1 till 10, 14/16 och 17 är listade som byggnadsminnen.
Ursprungligen hade de flesta husen kring torget butiker i bottenplanet. Ett exempel är hörnhuset Oranienplatz 14 / Erkelenzdamm 1, där Oranien-Apotheke öppnade 1860. Apoteket var kunglig, sedermera kejserlig hovleverantör och levererade bland annat till de tyska kolonierna och skyddstrupperna. Den ursprungliga träinredningen med apotekarskåp och höga tak med stuckaturer är typisk för tidens smak och har bevarats. Apoteket tvingades stänga sin verksamhet 2015, men lokalen kom därefter att omvandlas till café och restaurang under namnet Ora, med originalinredningen huvudsakligen oförändrad.
Tre av byggnaderna uppfördes ursprungligen som varuhus. På Oranienplatz 2 låg Damenkonfektionshaus Massen, uppfört 1903/1904, på Oranienplatz 4-10 låg ett kooperativt varuhus tillhörande Konsumgenossenschaft Berlin, uppfört 1931 efter ritningar av Taut & Hoffmann. Hörnhuset Oranienplatz 17 / Oranienstrasse 40 var från 1913 lokaler för Kaufhaus Brenninkmeyer. Senare blev huset lokaler för livsmedelsbutiken Plus och i de övre planen fanns Frank's Billiardsalon och hårdrocksdiskoteket Trash, båda kända platser för Berlins innescen under Västberlintiden. Under början av 2000-talet tvingades biljardsalongen och diskoteket stänga och efter att den byggnadsminnesmärkta fastigheten stått tom i flera år byggdes den 2014 till 2017 om till Hotel Orania.Berlin.